# リボラジ!〜ぶっちゃけリング争奪戦〜
『リボラジ!〜ぶっちゃけリング争奪戦〜』（りぼらじ ぶっちゃけりんぐそうだつせん）は、テレビアニメ『家庭教師ヒットマンREBORN!』との連動番組としてマーベラスエンターテイメント公式サイト上で配信されたインターネットラジオ番組。2007年9月10日から2008年7月20日まで配信された。毎週月曜日更新。また、第2期という形で2008年7月21日より『リボラジ!〜ぶっちゃけ並盛Dong☆Dong〜』が配信中。第一期である「リボラジ!〜ぶっちゃけリング争奪戦〜」は削除された。

## パーソナリティ
- 市瀬秀和（獄寺隼人役）通称 - ごっきゅん
- 井上優（山本武役）通称 - もっちゃん
- 石橋利香（アシスタント）通称 - おかみさん
- 藤原祐規（ベルフェゴール役） 通称 - ふっきゅん - 市瀬が休んでいる間（第29回 - 第34回）の代役として

## 概要
- ラジオを聴いた人からのメールを読んだりゲストを呼びトークをする。時々REBORNキャラのものまねなどもすることがある。基本的に毎回井上が市瀬や石橋にイジられ終わる。
- 「リボ柳」という、毎回お題にあわせた川柳も紹介し、告知の前には3人で一つの川柳を作る（ちなみに順番はじゃんけん）。
- ラジオの中では、第9回のニーコが出演して以来、井上が「もっちゃん」市瀬が「ごっきゅん」石橋は「おかみさん」と呼ばれている。
- 噛んだときは井上が「ライラライ」、市瀬が「ボブ」、石橋が「チャック」、藤原は「シーシシシ」という呼び名になる。
- 約1ヶ月間、市瀬が舞台稽古のため藤原祐規が代役を務め、第30回の放送で「ふっきゅん」とあだ名がつけられた。
- 2007年12月2日に初の公開録音、また2008年5月中旬には、全国3都市（東京・大阪・名古屋）にて公開録音が行われた。

## ゲスト
- 第9回 - ニーコ（リボーン役）
- 第10回 - 國分優香里（沢田綱吉役）
- 第11回 - 片岡義朗（プロデューサー）、飯田利信（六道骸役） - 途中参加
- 第12回 - 近藤隆（雲雀恭弥役）
- 第13回 - 内藤玲（城島犬役）、鈴木真仁（ラル・ミルチ役）
- 第17回・第37回・第38回 - 藤原祐規（ベルフェゴール役）
- 第20回 - 吉田仁美（三浦ハル役）
- 第22回 - 稲村優奈（笹川京子役）
- 第25回 - 木内秀信（笹川了平役）
- 第26回 - 飯田利信（六道骸役）
- 第27回 - チャン・リーメイ（イーピン役）
- 第30回 - 今泉賢一（アニメ監督）
- 第32回 - 大谷美貴（黒川花役）
- 第36回 - 髙木俊（草壁哲矢役）
- 第40回 - 湯澤幸一郎（ルッスーリア役）
- 第41回 - 高橋広樹（スペルビ・スクアーロ役）